# Pygobunus okadai
Pygobunus okadai is een hooiwagen uit de familie Sclerosomatidae.